# جورج دريفوس
جورج دريفوس (بالإنجليزية: George Dreyfus)‏ هو ملحن أسترالي، ولد في 22 يوليو 1928 في إلبرفيلد في ألمانيا.

## وصلات خارجية
- جورج دريفوس على موقع IMDb (الإنجليزية)
- جورج دريفوس على موقع ميوزك برينز (الإنجليزية)
- جورج دريفوس على موقع أول ميوزيك (الإنجليزية)
- جورج دريفوس على موقع ديسكوغز (الإنجليزية)
- جورج دريفوس على موقع قاعدة بيانات الفيلم (الإنجليزية)